# Nutbush City Limits
«Nutbush City Limits» es una canción semiautobiográfica escrita por Tina Turner para honrar su ciudad natal rural de Nutbush en el condado de Haywood, Tennessee, Estados Unidos. Es uno de los últimos éxitos del dúo de R&B Ike y Tina Turner, quienes lo lanzaron como sencillo en agosto de 1973 por United Artists Records.
«Nutbush City Limits» ha sido interpretada por artistas populares como Bob Seger y The Silver Bullet Band, y la propia Turner volvió a grabar varias versiones diferentes de esa canción.
Como comunidad rural no incorporada, Nutbush no tiene límites geográficos; más bien, sus límites generales están indicados por carteles que dicen "Nutbush, no incorporado" que están colocados en la carretera local (Ruta 19 del estado de Tennessee).

## Grabación y lanzamiento
«Nutbush City Limits», que fue producida por Ike Turner, fue grabada en el estudio Bolic Sound de los Turner en Inglewood, California, en mayo de 1973. Los sonidos innovadores de la guitarra, un clavinet, un solo significativo del sintetizador Moog de Ike y una parte de metal funky distinguen la canción.
Como es habitual en la época, ninguno de los músicos de sesión que contribuyeron a «Nutbush City Limits» recibió una mención específica. Alan Krigger, el futuro baterista de Giuffria, afirmó ser el baterista.  Durante años se rumoreó que Marc Bolan, líder de la banda de glam rock T. Rex, tocó la guitarra. Gloria Jones, su novia en ese momento, quien proporcionó coros para Ike y Tina Turner durante la década de 1960, afirmó que este era el caso en un documental de BBC4 de 2007. Esta afirmación se ve reforzada por el hecho de que Bolan realizó numerosas giras por los EE. UU. y residió en el área de Los Ángeles a mediados de la década de 1970. Sin embargo, un artículo de la revista Ebony de 2008 sobre la muerte de Ike Turner identificó a James "Bino" Lewis, entonces miembro de la banda de acompañamiento de Ike & Tina como el guitarrista.
En 1984, se lanzó una versión en vivo de «Nutbush City Limits» como cara B del sencillo " Private Dancer " de Tina Turner (el cuarto sencillo estadounidense lanzado de su álbum "Private Dancer "). Esta es una versión diferente de la versión en vivo de 1988 de la canción, lanzada como sencillo en Europa.

## Recepción y premios
El sencillo fue un éxito en varios países, alcanzando el puesto número 11 en la lista de sencillos de R&B de Billboard, el número 22 en el Billboard Hot 100 y el número 4 en la lista de sencillos del Reino Unido.  También alcanzó el puesto número 1 en Austria y el número 2 en Suiza y Alemania Occidental.En Australia, el sencillo alcanzó el puesto 14, pasó 52 semanas en el top 100.
La canción fue el sencillo principal del álbum Nutbush City Limits (Album), lanzado en noviembre de 1973, que alcanzó el puesto 22 en la lista de álbumes de R&B de Billboard. 
En 1973, el sencillo obtuvo la certificación plata de la Industria Fonográfica Británica (BPI) por vender un cuarto de millón de unidades.  En 1974, los Turner recibieron el primer Premio Europeo de Oro por vender más de un millón de discos en Europa.

## 1988 versión en vivo
Después de la separación, la canción se convirtió en un elemento básico del show en vivo de Tina, donde reelaboró la versión funky de estudio en un rock and roll espectacular. Una grabación en vivo de la gira Break Every Rule de Turner de 1986-1987 fue lanzada como sencillo principal para promocionar el álbum doble de 1988 Tina Live in Europe, pero en realidad era una grabación diferente a la que apareció en el Álbum oficial. El single se destaca por ser uno de los primeros de Turner en ser lanzado en disco compacto, en ese momento un formato nuevo.

## Remix de 1991
Turner volvió a grabar «Nutbush City Limits» en un estilo de danza moderna para incluirlo en su álbum de 1991 Simply the Best. Tras su lanzamiento como sencillo, la canción alcanzó el puesto 23 en la lista de sencillos del Reino Unido y fue un éxito entre los 20 primeros en varios otros países europeos. El sencillo de 12" también incluía una versión extendida de seis minutos del remix de baile, y una edición promocional de lanzamiento limitado para DJ del Reino Unido incluía otra toma, "A Little Bit o' Bush". El vídeo musical correspondiente a "The 90s Version" muestra a Turner grabando la canción en el estudio, intercalada con imágenes de los distintos puntos de referencia mencionados.
En 1993, Turner volvió a grabar la pista como una reelaboración del arreglo de estudio original para el álbum de la banda sonora de What's Love Got to Do with It .